# Vineuil (Loir-et-Cher)
Vineuil é uma comuna francesa na região administrativa do Centro, no departamento de Loir-et-Cher. Estende-se por uma área de 22,34 km². Em 2010 a comuna tinha 8 051 habitantes (densidade: 360,4 hab./km²).

## Demografia
| 1901 | 1906 | 1911 | 1921 | 1926 | 1931 | 1936 | 1946 | 1954 |
| ---- | ---- | ---- | ---- | ---- | ---- | ---- | ---- | ---- |
| -    | -    | -    | -    | -    | -    | 1810 | -    | 2097 |

| 1962 | 1968 | 1975 | 1982 | 1990 | 1999 | - | - | - |
| --- | ---- | ---- | ---- | ---- | ---- | - | - | - |
| 2659 | 3466 | 4393 | 5263 | 6253 | 6651 | - | - | - |
| Para os censos de 1962 a 2006 a população legal corresponde à popolução sem duplicidades, segundo define o INSEE. |      |      |      |      |      |   |   |   |